# كالاكمول

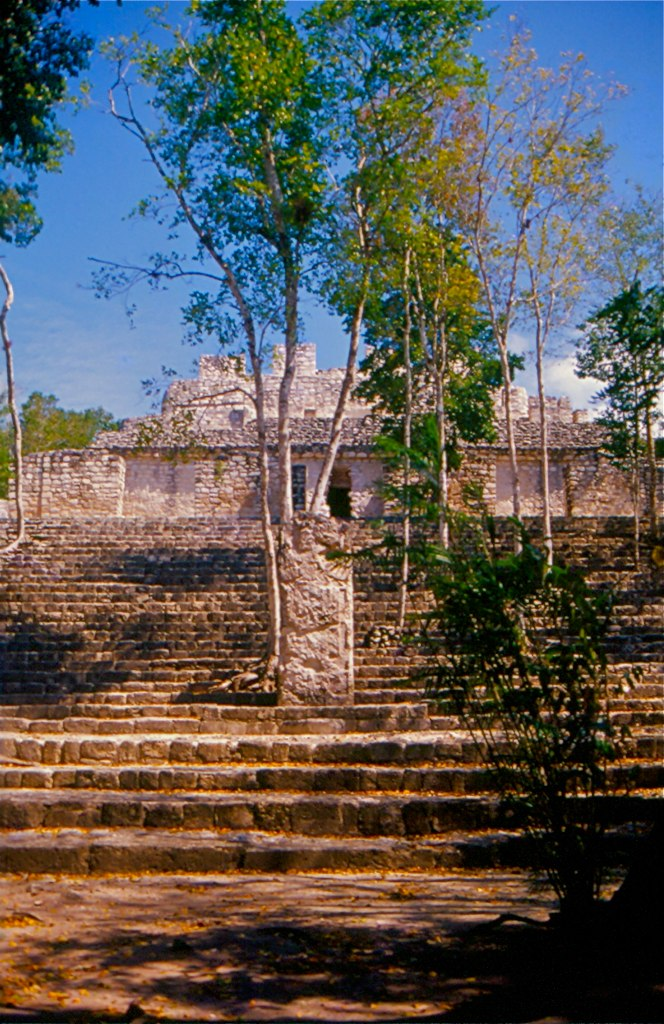

كالاكمول هي موقع أثري في ولاية كامبيتشي في المكسيك يعود لحضارة المايا، ويقع في أعماق أدغال منطقة حوض بيتين. ويبعد الموقع حوالي 35 كيلومتراً عن حدود غواتيمالا. كانت كالاكمول إحدى أكبر وأقوى مدن المايا القديمة التي كشف عنها في أراضي المايا المنخفضة.
كانت كالاكمول قوة رئيسية للمايا في المنطقة الشمالية لحوض بيتين في شبه جزيرة يوكاتان جنوبيّ المكسيك. حكمت كالاكمول مجالاً واسعاً تمّ تحديده بتوزيع شعار شارة رأس الثعبان. فكانت كالاكمول مقرّ ما أطلق عليه «مملكة الأفعى» سادت مملكة الأفعى خلال الفترة الكلاسيكية من تاريخ أمريكا الوسطى. يقدّر أن عدد سكان كالاكمول نفسها بلغ 50,000 نسمة وكان لها حكماً على مناطق تبعد عنها حوالي 150 كيلومتراً. ثمة 6750 مبنىً تم تحديدها في كالاكمول؛ أكبرها الهرم العظيم. بلغ ارتفاع المبنى 2 حوالي 45 متراً وبذا يكون أطول الأهرامات التابعة لحضارة المايا في أمريكا. يوجد في الهرم أربعة قبور. وكغيره من المعابد والأهرامات في وسط أمريكا، تم توسيع حجم هرم كالاكمول بالبناء على المعبد الموجود حتى تم الوصول إلى الحجم الحالي. كان حجم المبنى الضخم المركزي حوالي 2 كيلومتر مربع وبلغت مساحة الموقع كاملاً حوالي 20 كيلو متر مربع.
خلال فترة المايا الكلاسيكية، حافظت كالاكمول على تنافس شديد مع مدينة تيكال الرئيسية في الجنوب، وكانت المناورات السياسية بين هاتين المدينتين بمثابة صراع بين قوتين عظميين.
أعيد اكتشاف المدينة جوّاً بواسطة عالم الأحياء سايروس لونغورث لونديل من شركة تشيكل للاستثمار المكسيكية في 29 كانون الأول (ديسمبر) عام 1931، وقد تم الإبلاغ عن الاكتشاف لسيلفانوس مورلي من معهد كارنيغي للعلوم في تشيتشن إيتزا في آذار (مارس) 1932.

## مطالعة إضافية
Boucher Le Landais, Sylviane (Jul–Aug 2014). "Vasijas estilo códice de Calakmul: Narraciones mitológicas y contextos arqueológicos". Arqueología Mexicana (بالإسبانية). Mexico City, Mexico: Editorial Raíces. XXII (128): 58–65. ISSN:0188-8218. OCLC:29789840.
Carrasco, Ramón; María Cordeiro (Jul–Aug 2014a). "El origen de la montaña". Arqueología Mexicana (بالإسبانية). Mexico City, Mexico: Editorial Raíces. XXII (128): 41–45. ISSN:0188-8218. OCLC:29789840.
Carrasco, Ramón; María Cordeiro (Jul–Aug 2014b). "Chick Naab: La pintura mural de Calakmul". Arqueología Mexicana (بالإسبانية). Mexico City, Mexico: Editorial Raíces. XXII (128): 46–51. ISSN:0188-8218. OCLC:29789840.
Salvador Rodríguez, Eduardo (Jul–Aug 2014). "La ciudad de Calakmul". Arqueología Mexicana (بالإسبانية). Mexico City, Mexico: Editorial Raíces. XXII (128): 28–35. ISSN:0188-8218. OCLC:29789840.
Valencia Rivera, Rogelio; Octavio Q. Esparza Olguín (Jul–Aug 2014). "La conformación política de Calakmul durante el Clásico Temprano". Arqueología Mexicana (بالإسبانية). Mexico City, Mexico: Editorial Raíces. XXII (128): 36–40. ISSN:0188-8218. OCLC:29789840.
Zimmermann, Mario (Jul–Aug 2014). "Los nuevos hallazgos en la Estructura III". Arqueología Mexicana (بالإسبانية). Mexico City, Mexico: Editorial Raíces. XXII (128): 52–57. ISSN:0188-8218. OCLC:29789840.

## وصلات خارجية
- Calakmul - Patrimonio Cultural de la Humanidad نسخة محفوظة 9 فبراير 2007 على موقع واي باك مشين. INAH site on Calakmul
- Calakmul (from The State of Campeche Book)
- Friends of Calakmul
- Calakmul Biosphere Reserve, information from Mexico's National Parks Commission
- Virtual Walking Tour of Calakmul by David R. Hixson (click on "Calakmul" for photo gallery)
- Kaan Emblem Principal Glyphs at FAMSI: A, B